# Фуцзянь (авианосец)
Авианосец тип 003 (Type 003) — китайский авианосец второго поколения, строящийся для ВМС Народно-освободительной армии Китая. Это будет первый китайский авианосец, использующий систему CATOBAR и электромагнитные катапульты для запуска палубной авиации.
Называется «гигантским», представляется самым большим и могучим военным кораблем, когда-либо построенным азиатской страной, а также одним из крупнейших военно-морских кораблей в мире всех времен.
Тип 003 был первоначально обозначен наблюдателями как «Тип 002», когда ещё не завершённый второй авианосец Китая Шаньдун назывался «Тип 001A». Официальное обозначение авианосца Шаньдун, тип 002, стало известно уже во время его ввода в эксплуатацию. В связи с этим эксперты считают, что третьим авианосцем будет тип 003.

## Описание
Проект авианосца тип 003, вероятно, был во многом основан на проекте недостроенного тяжёлого атомного авианесущего крейсера «Ульяновск», с внесёнными существенными изменениями (в частности, имеются данные о полном отказе от встроенного тяжёлого вооружения, наподобие противокорабельных крылатых ракет ПКР П-700 «Гранит»). Предполагается, что Тип 003 будет использовать интегрированные электрические двигатели и электромагнитные катапульты, тогда как предыдущие китайские и советские авианосцы были обычными и запускали самолёты с трамплинов.
По официальным данным НОАK, полное водоизмещение авианосца «Фуцзянь» составляет более 80 000 тонн. Более ранние сообщения в прессе обычно предполагали, что корабль может иметь водоизмещение от 80 000 тонн до 85 000 тонн. Более поздняя оценка, подкреплённая спутниковыми снимками, показала, что авианосец тип 003 может быть ближе по водоизмещению примерно к 100 000 тонн. Согласно ранним оценкам, длина авианосца тип 003 около 300 метров, что примерно соответствует длине кораблей ВМС США класса Джеральд Форд. Позднее сообщалось, его длина составляла 320 метров и имеет полётную палубу шириной 78 метров. Сравнения также проводились с американскими авианосцами класса Kitty Hawk.  Аналитик Роберт Фарли считает, что Type 003 станет «крупнейшим и самым передовым авианосцем, когда-либо построенным за пределами Соединённых Штатов».
В 2018 году Кайл Мизоками сообщил, что авианосец будет эксплуатировать авиагруппу из 40 истребителей, а также транспортные и воздушные самолёты раннего предупреждения и управления.

## История строительства

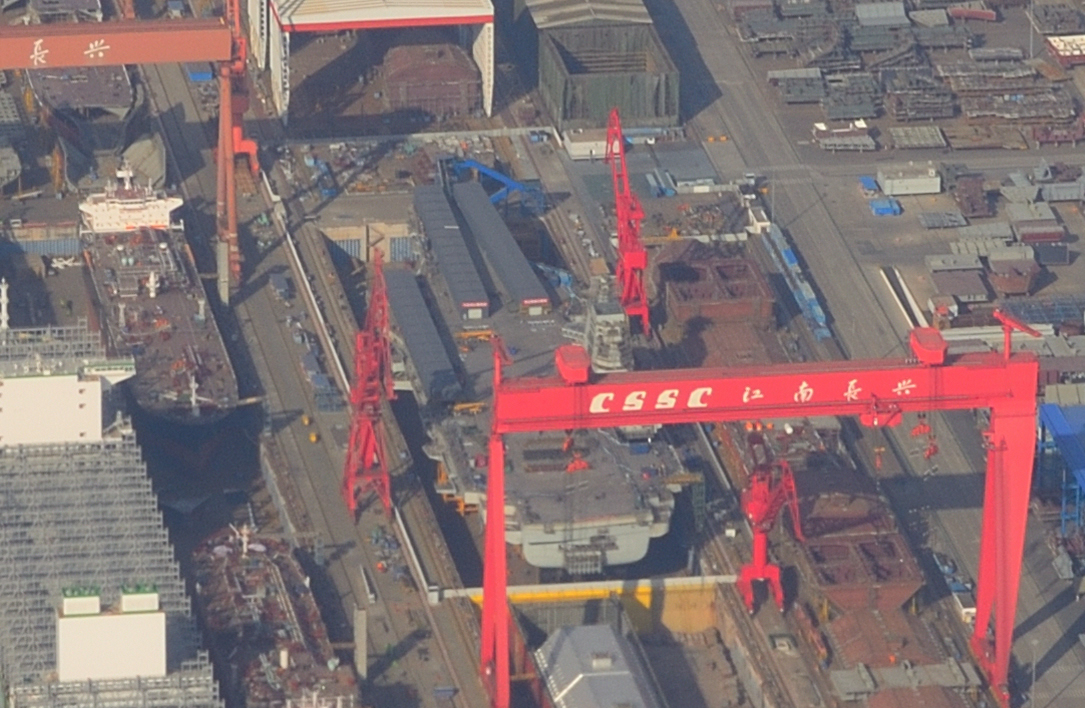
Фуцзянь на верфи в Шанхае в 2022 году

Изначально предполагалось, что Тип 003 будет использовать паровые катапульты для запуска самолётов. В 2013 году контр-адмирал ВМС НОАК Инь Чжо заявил, что следующий китайский авианосец будет оснащён электромагнитными катапультами. В 2012 году СМИ заметили несколько прототипов таких катапульт, а самолёты, способные использовать данную систему, были испытаны на военно-морских исследовательских объектах. Переход на ЭМ-катапульты, вероятно, объясняет увеличение размеров по сравнению с предыдущими китайскими авианосцами.
По данным Исследовательской службы Конгресса США, которая ссылается на государственные СМИ Китая, строительство авианосца «Фуцзянь» началось в ноябре 2018 года, точная дата неизвестна. Научные сотрудники CSIS с этим в целом согласны. The National Interest поведал о том, что строительство ведётся, начиная с марта 2015 года; The Diplomat сообщил, что «первоначальная работа» началась в феврале 2016 года, после чего в марте 2017 года шанхайской верфи Jiangnan Shipyard Group было направлено уведомление о продолжении строительства.
Сообщается, что строительство было отложено в июне 2017 года из-за испытаний ЭМ и паровых катапульт. К ноябрю 2017 года военно-морской флот, как сообщается, разработал систему IEP — вместо ядерной энергии — для питания ЭМ-катапульт, что позволило возобновить работу над авианосцем тип 003.
Блочные модули были перемещены с производственного объекта в промежуточную зону в мае 2020 года и в сухой док в июле 2020 года. Почти все килевые и базовые блоки корпуса находились в доке к началу сентября 2020 года; отсутствовал перед носовой части. Измерения, основанные на спутниковых фотографиях и аэрофотосъёмке, показали длину корпуса / ватерлинии 300 метров — почти длину полётной палубы существующих авианосцев Китая — максимальная ширина 40 метров и водоизмещение более 85 000 тонн.
В середине 2020 года анонимные китайские источники прогнозировали спуск на воду в первой половине 2021 года. В сентябре 2020 года Рик Джо из журнала The Diplomat планировал спуск на воду не ранее середины 2022 года. Китай ожидает, что авианосец вступит в строй в 2023 году.
В июле 2021 года спутниковые снимки показали, что строительство продвигается вперёд, а ключевые элементы, такие как надстройка и три системы запуска катапульт, были добавлены на корпус.
10 ноября 2021 года Bloomberg сообщил, что Китай планирует спустить на воду авианосец через три-пять месяцев, ссылаясь на доклад Центра стратегических и международных исследований.
В июне 2022 года авианосец был спущен на воду. Церемония прошла в Шанхае (Цзяннаньский судостроительный завод, Китайская государственная судостроительная корпорация); участие в ней приняли зампред Центровенсовета генерал Сюй Цилян и главком ВМС НОАК Дун Цзюнь.

## Конструкция
«Фуцзянь» унаследовал от предыдущих китайских авианосцев неядерную силовую установку.
Надстройка и два лифта расположены по правому борту, как и на авианосце «Шаньдун». Размеры лифтов увеличились. Теперь каждый из них поднимает не по одному, а по два самолёта, что является серьёзным улучшением. Надстройка уменьшилась. В ней находится центр управления полётами. Она получила РЛС с ФАР и средства связи.
Новый авианосец имеет плоскую полётную палубу, от трамплина отказались. Вместо него установлены три электромагнитные катапульты. Длина каналов катапульт составляет примерно 105 м. Корабль оснащён аэрофинишёрами.